# Геласій Добнер
Геласій Добнер (Gelasius Dobner),  30 травня 1719 року, Прага - 24 травня 1790 року , Прага) -  чеський учений, монах  ордена піаристів, педагог. Перший провісник чеського національного відродження. 

## Біографія
Геласій Добнер народився  30 травня 1719 року в Празі в німецькомовній родині столяра. Спочатку він навчався у  єзуїтів. У 1737 році Геласій вступив до ордену піаристів. Продовжуючи вивчення філософії і теології, викладав у школі піаристів у Відні. Він був учителем у кількох школах ордена в  Богемії і  Моравії.
У 1752 році Геласій Добнер отримав дозвіл чеської палацової канцелярії організувати першу піарістську школу в Празі, для якої на свої кошти купив будинок.
Під патронатом празького єпископа Вацлава Вокоуна отримав можливість працювати з історичними документами в церковних бібліотеках Праги. Працював  австрійським придворним  історіографом, отримував невелику річну ренту від австрійської імператриці  Марії Терезії. 

## Досягнення
У результаті досліджень і аналізу отриманих даних встановив кордони  Великої Моравії, збирав історичні матеріали, написав (виключно  латиною і по-німецьки) багато досліджень з церковної і політичної історії Чехії, з археології, бібліографії,  поклав початок чеській історичній критиці.
На пропозицію чеських членів свого чернечого ордену  видав чеську хроніку   в латинському перекладі.  До видання додав  свій ґрунтовний коментар, в якому довів неспроможність численних історичних фальсифікацій.
Видав хроніку активного учасника  гуситських воєн, чеського літописця  Бартошека з Драгоніц.
Працюючи над літописом Гаєка в різних аристократичних і церковних архівах, він скопіював багато невідомих досі джерел, які  опублікував у 1764 році.  Займався питаннями вивчення масштабів Великої Моравської імперії, походження кирилиці та глаголиці, старослов’янського богослужіння на чеських землях. Значна частина його робіт, присвячених історії Моравії  та біографіям деяких видатних чеських істориків та літописців, залишилася в рукописі.
Добнер був першим чеським сучасним істориком, який спирався на критичний метод вивчення письмових джерел та відкидав неперевірені вигадки.  Завдяки йому чеська історична наука позбулася ряду помилок та їх виправлення в  патріотичну епоху, коли національна історія стала предметом політизації.

## Вибрані історичні праці
- Wenceslai Nagek a Liboezan,
- Annales Bohemorum e bohemica editione latine redditi et notis illustratis (Прага, 1761—1783)
- Monumenta historica Bohemiae nusquam ante hoc edita (Прага, 1764—1786).